# Vilalba dels Arcs
Vilalba dels Arcs (spanisch Villalba de los Arcos) ist eine Gemeinde (Municipio) mit 608 Einwohnern (Stand: 2024) im Südosten Kataloniens in Spanien. Die Gemeinde gehört zur Comarca Terra Alta.

## Lage
Vilalba dels Arcs liegt etwa 58 Kilometer westlich von Tarragona in einer Höhe von ca. 450 m.

## Bevölkerungsentwicklung
| Jahr      | 1970 | 1981 | 1991 | 2001 | 2011 | 2021 |
| Einwohner | 891  | 788  | 793  | 753  | 711  | 630  |

## Sehenswürdigkeiten

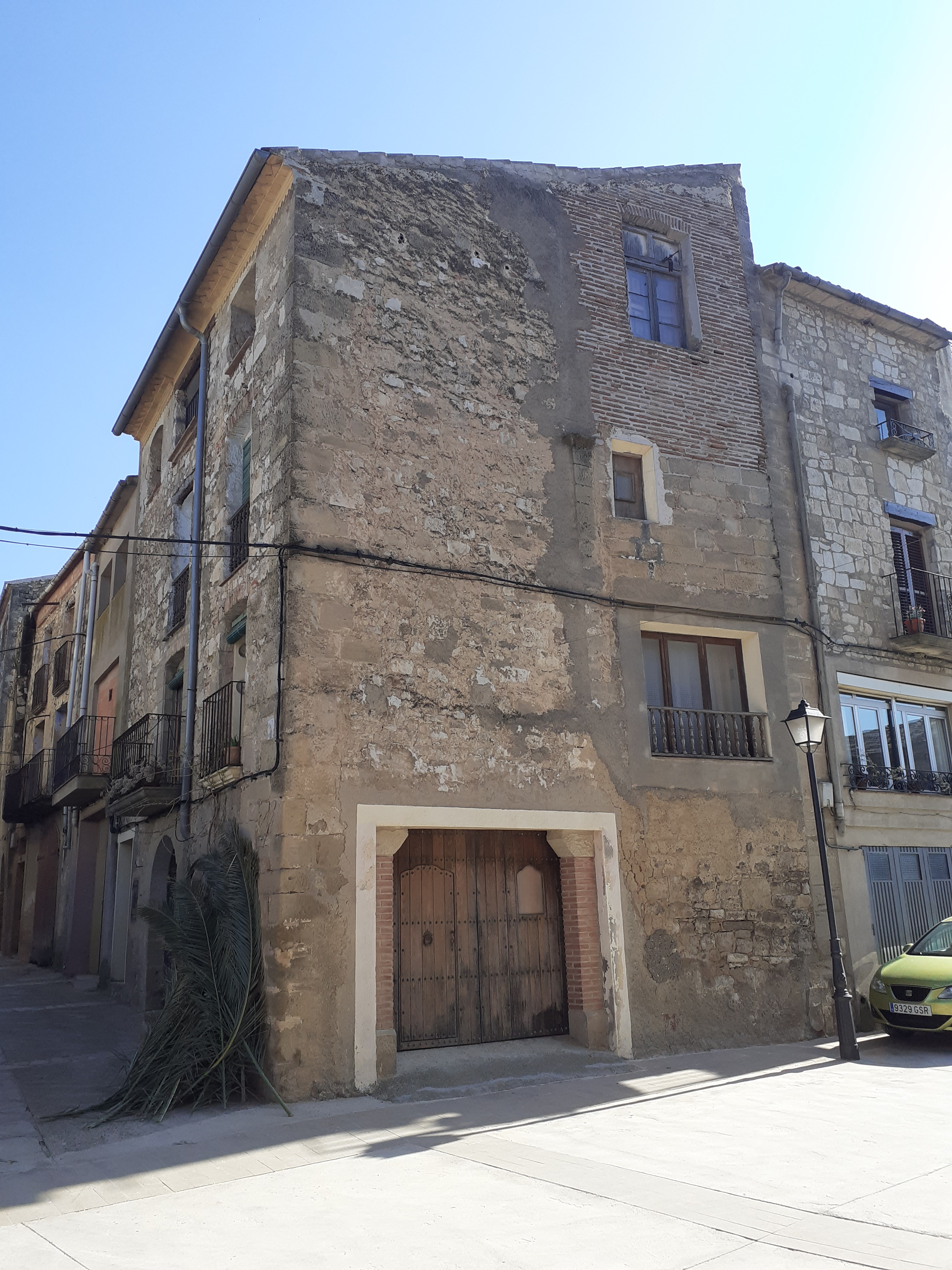
Reste der alten Befestigung
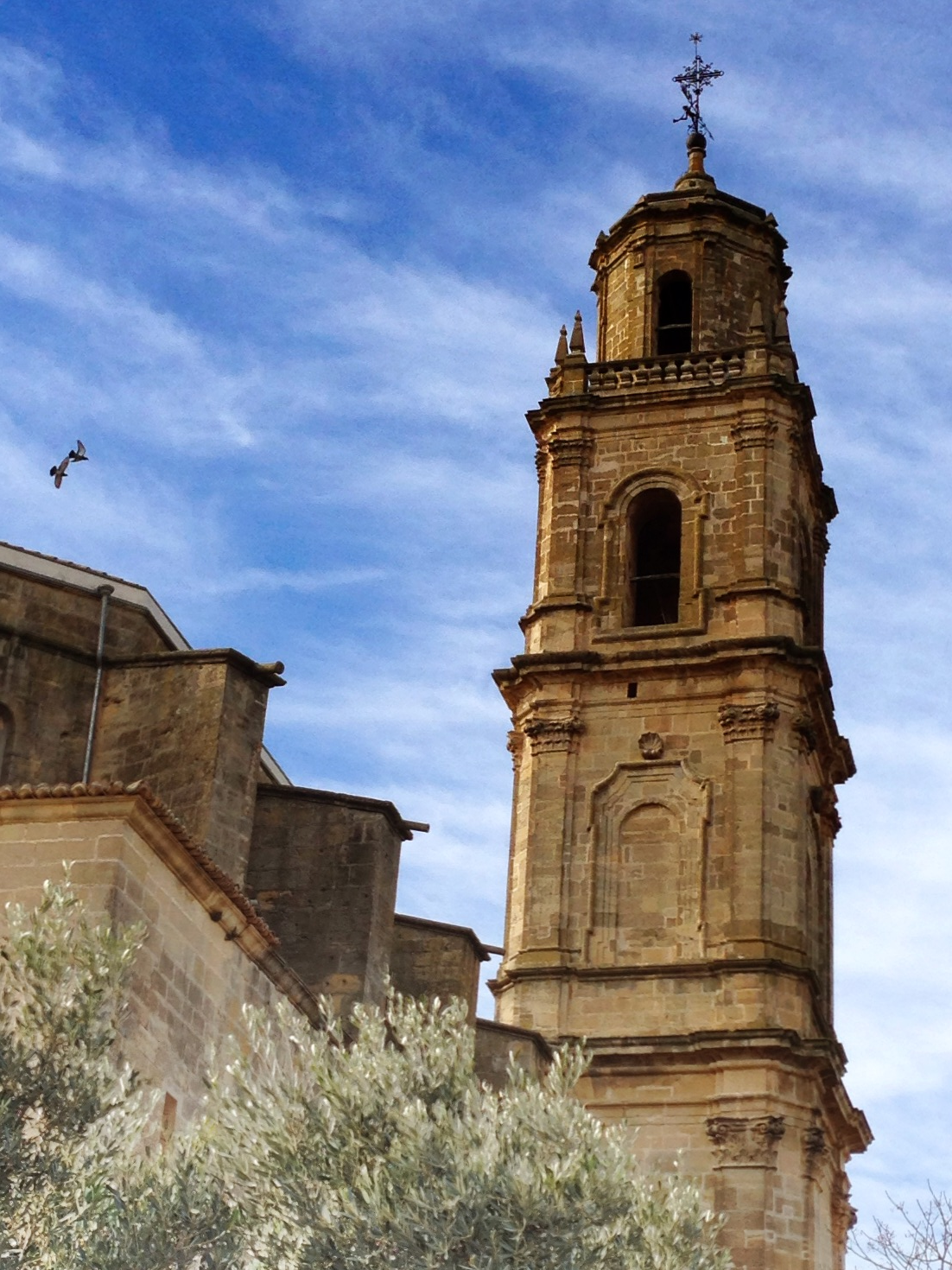
Laurentiuskirche
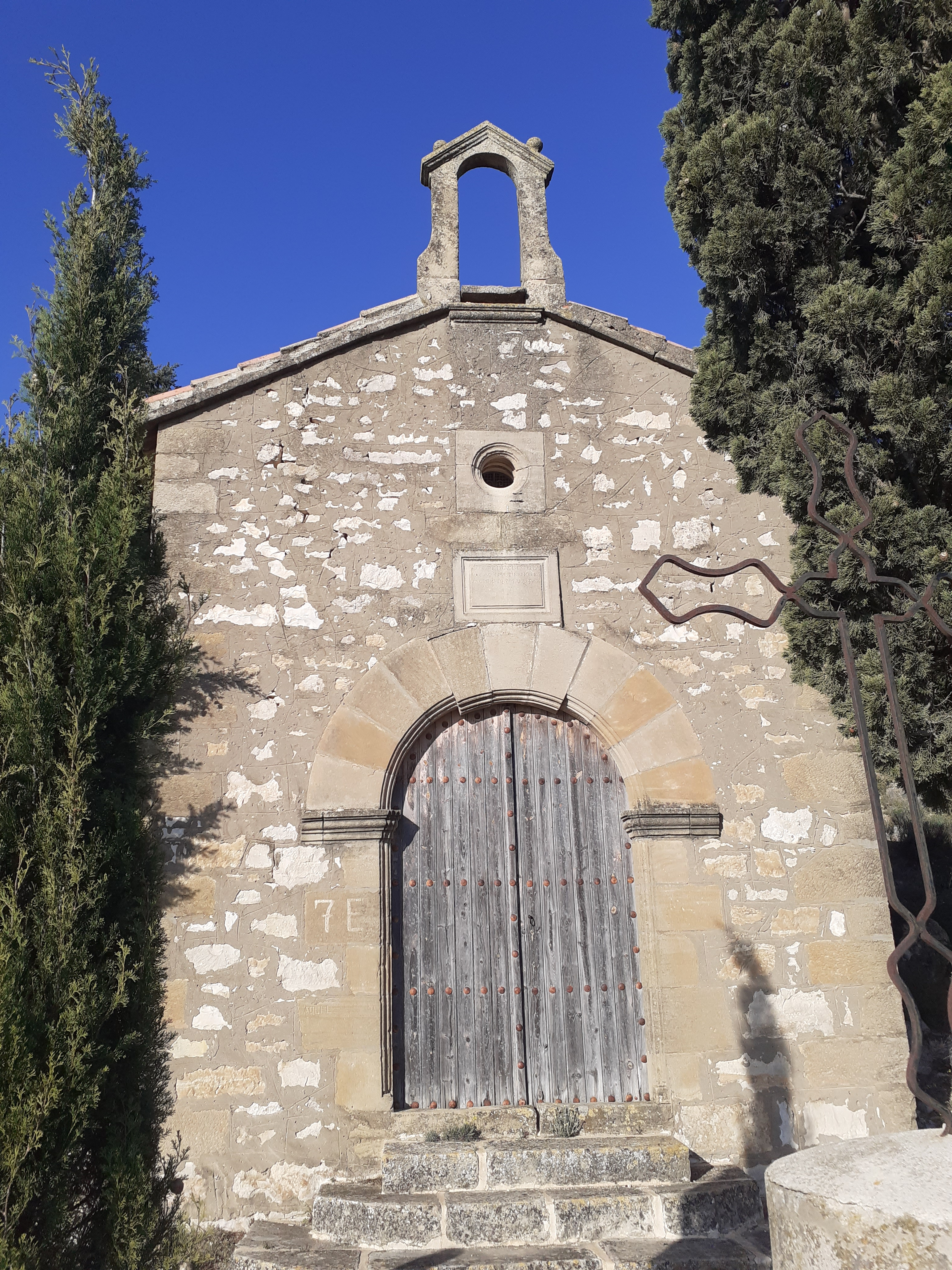
Marienkapelle
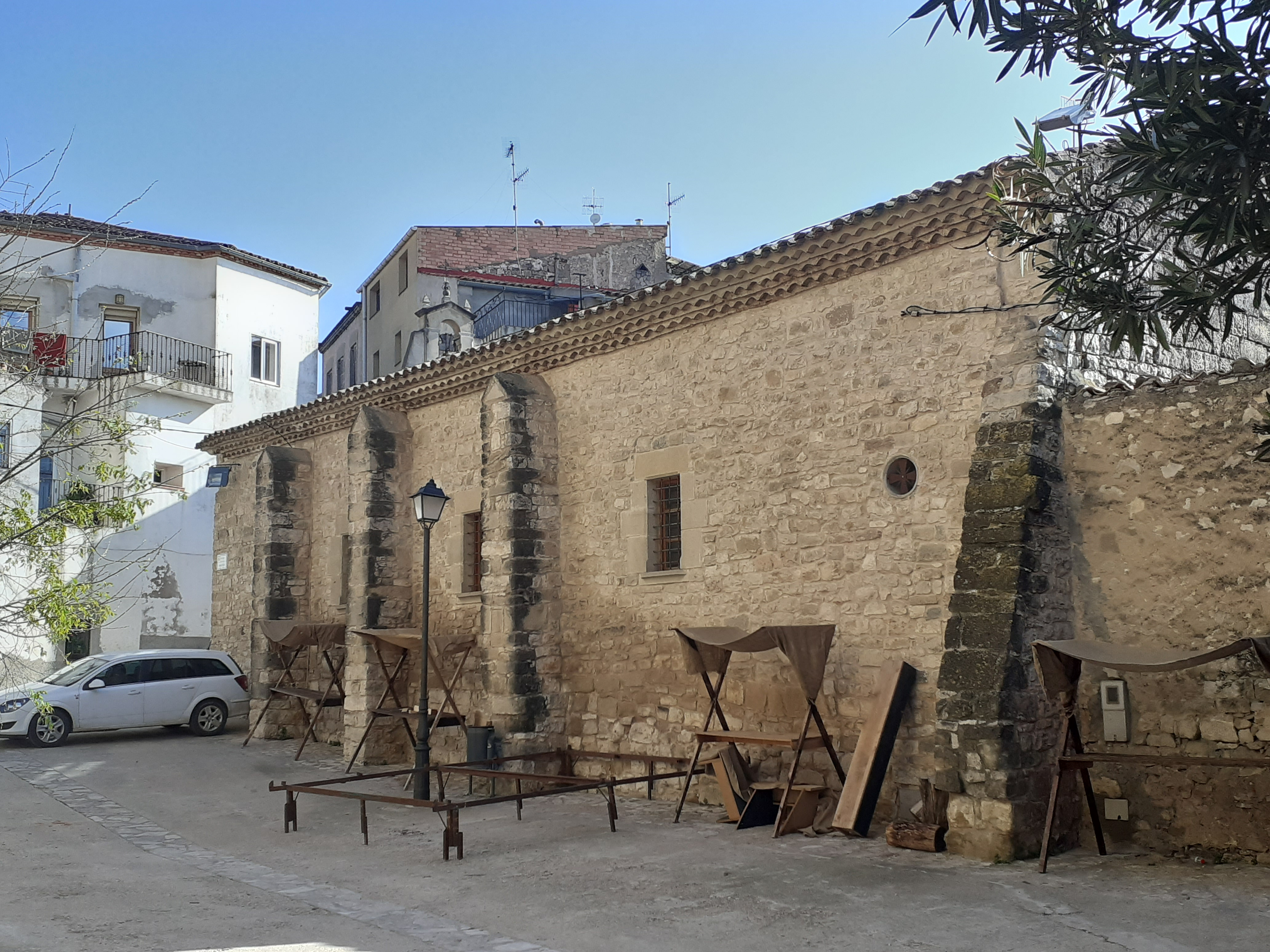
Kapelle Mariä Gnade
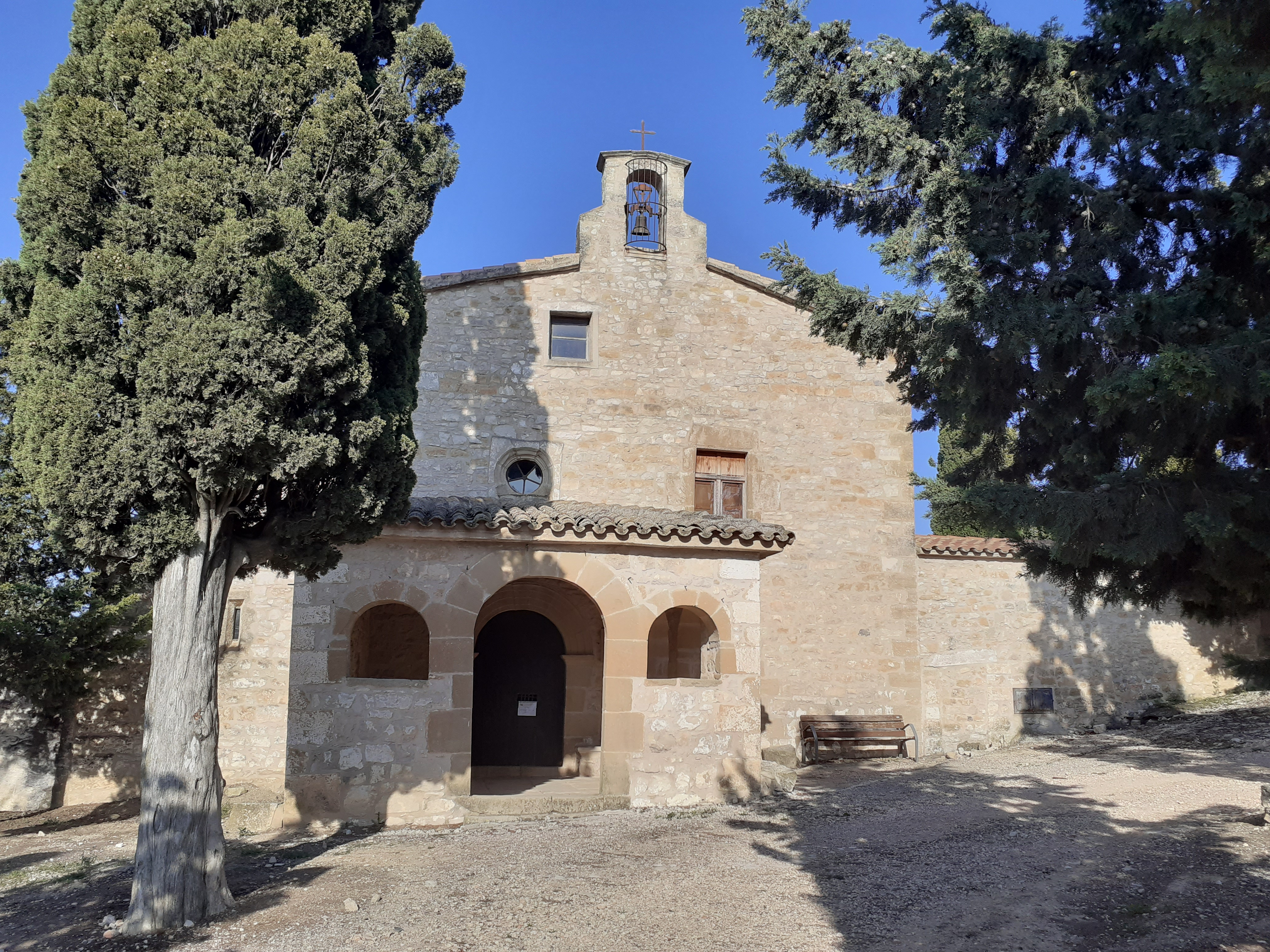
Kapelle Maria Dolorosa
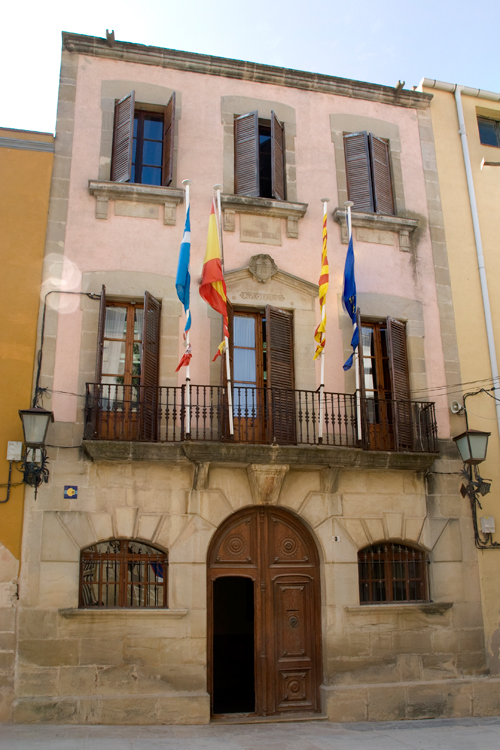
Rathaus

- Reste der alten Befestigung
- Laurentiuskirche
- Marienkapelle
- Kapelle Mariä Gnade
- Kapelle Maria Dolorosa
- Rathaus